# 曼多爾卡薩山
13°13′19″S 72°56′56″W / 13.22194°S 72.94889°W
曼多爾卡薩山（Mandorcasa），是秘魯的山峰，位於該國東南部庫斯科大區，由拉孔本西翁省的比爾卡班巴區負責管轄，屬於維爾卡潘帕山脈的一部分，海拔高度約4,800米。